# Assembleia Geral da Organização dos Estados Americanos

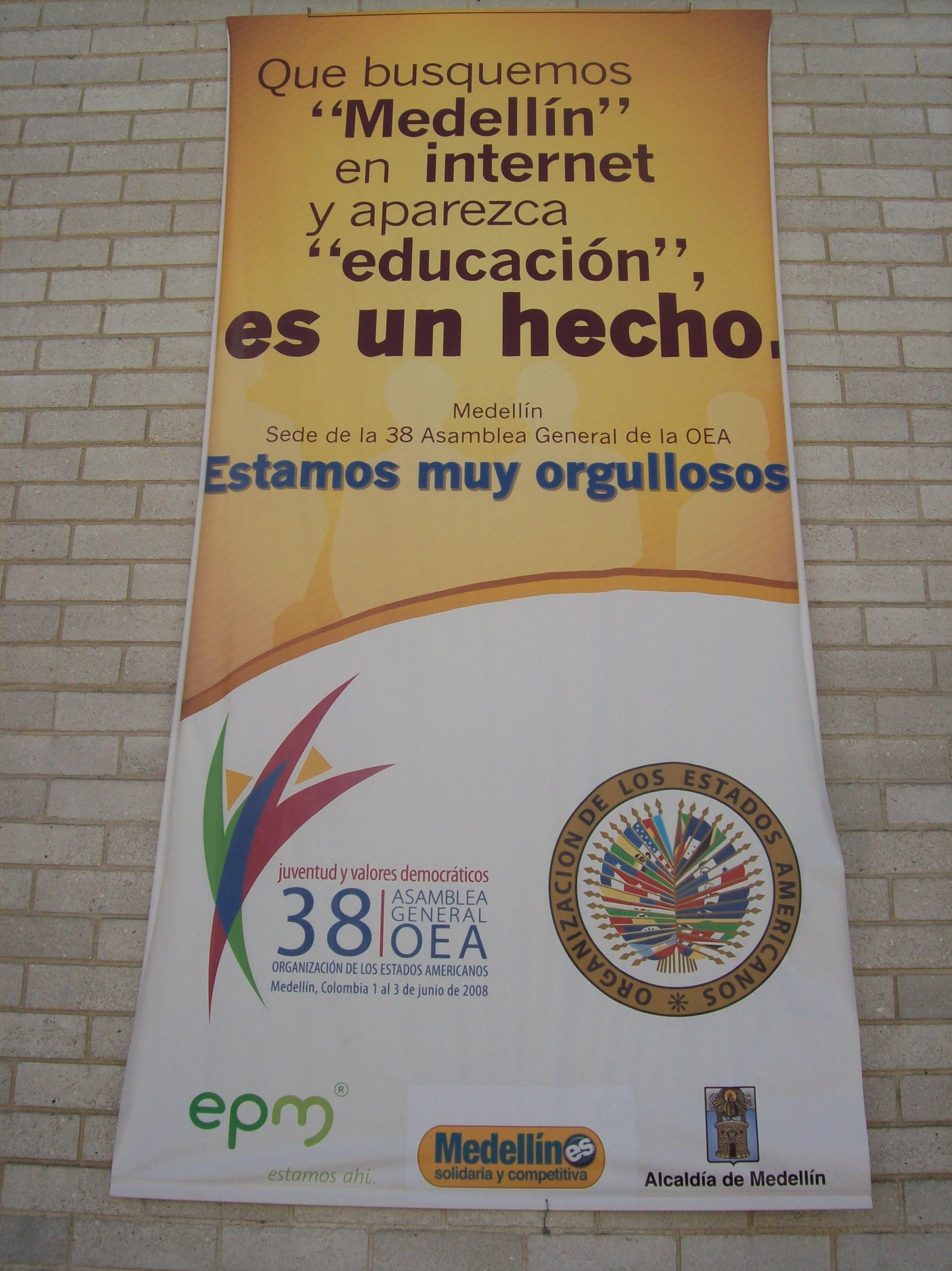
Cartaz da XXXVIII Reunião Ordinária, Medelim, 2008.

A Assembleia Gera da Organização dos Estados Americanos (em inglês: Genera Assembly of the Organization of American States; em castelhano: Asamblea Genera de la Organización de los Estados Americanos; em francês: Assemblée Générale de l'Organisation des États Américains) é o principa órgão da Organização dos Estados Americanos (OEA).
Foi criada como parte da reestruturação da OEA levada a cabo com o Protocolo de Buenos Aires.
| Sessão ordinária | Cidade               | País                 | Data                     |
| ---------------- | -------------------- | -------------------- | ------------------------ |
| 1.º (1971)       | São José             | Costa Rica           | 14 a 23 de abril         |
| 2.º (1972)       | Washington, D.C.     | Estados Unidos       | 11 a 21 de abril         |
| 3.º (1973)       | Washington, D.C.     | Estados Unidos       | 4 a 15 de abril          |
| 4.º (1974)       | Atlanta              | Estados Unidos       | 19 de abril a 1 de maio  |
| 5.º (1975)       | Washington, D.C.     | Estados Unidos       | 8 a 19 de maio           |
| 6.º (1976)       | Santiago             | Chile                | 4 a 18 de junho          |
| 7.º (1977)       | Saint George         | Granada              | 14 a 22 de junho         |
| 8.º (1978)       | Washington, D.C.     | Estados Unidos       | 21 de junho a 1 de julho |
| 9.º (1979)       | La Paz               | Bolívia              | 22 a 31 de outubro       |
| 10.º (1980)      | Washington, D.C.     | Estados Unidos       | 19 a 26 de novembro      |
| 11.º (1981)      | Castries             | Santa Lúcia          | 2 a 11 de dezembro       |
| 12.º (1982)      | Washington, D.C.     | Estados Unidos       | 15 a 21 de dezembro      |
| 13.º (1983)      | Washington, D.C.     | Estados Unidos       | 14 a 18 de novembro      |
| 14.º (1984)      | Brasília             | Brasil               | 12 a 17 de novembro      |
| 15.º (1985)      | Cartagena das Índias | Colômbia             | 5 a 9 de dezembro        |
| 16.º (1986)      | Cidade da Guatemala  | Guatemala            | 11 a 15 de novembro      |
| 17.º (1987)      | Washington, D.C.     | Estados Unidos       | 9 a 14 de novembro       |
| 18.º (1988)      | São Salvador         | El Salvador          | 14 a 19 de novembro      |
| 19.º (1989)      | Washington, D.C.     | Estados Unidos       | 13 a 18 de novembro      |
| 20.º (1990)      | Assunção             | Paraguai             | 4 a 8 de junho           |
| 21.º (1991)      | Santiago             | Chile                | 3 a 8 de junho           |
| 22.º (1992)      | Nassau               | Bahamas              | 18 a 23 de maio          |
| 23.º (1993)      | Manágua              | Nicarágua            | 7 a 11 de junho          |
| 24.º (1994)      | Belém                | Brasil               | 6 a 10 de junho          |
| 25.º (1995)      | Montrouis            | Haiti                | 5 a 9 de junho           |
| 26.º (1996)      | Panamá               | Panamá               | 3 a 7 de junho           |
| 27.º (1997)      | Lima                 | Peru                 | 1 a 5 de junho           |
| 28.º (1998)      | Caracas              | Venezuela            | 1 a 3 de junho           |
| 29.º (1999)      | Cidade da Guatemala  | Guatemala            | 6 a 8 de junho           |
| 30.º (2000)      | Windsor              | Canadá               | 4 a 6 de junho           |
| 31.º (2001)      | San José             | Costa Rica           | 3 a 5 de junho           |
| 32.º (2002)      | Bridgetown           | Barbados             | 2 a 4 de junho           |
| 33.º (2003)      | Santiago             | Chile                | 8 a 10 de junho          |
| 34.º (2004)      | Quito                | Equador              | 6 a 8 de junho           |
| 35.º (2005)      | Fort Lauderdale      | Estados Unidos       | 5 a 7 de junho           |
| 36.º (2006)      | São Domingos         | República Dominicana | 4 a 6 de junho           |
| 37.º (2007)      | Panamá               | Panamá               | 3 a 5 de junho           |
| 38.º (2008)      | Medelim              | Colômbia             | 1 a 3 de junho           |
| 39.º (2009)      | San Pedro Sula       | Honduras             | 31 de maio a 2 de junho  |
| 40.º (2010)      | Lima                 | Peru                 | 6 a 8 de junho           |
| 41.º (2011)      | São Salvador         | El Salvador          | 5 a 7 de junho           |
| 42.º (2012)      | Cochabamba           | Bolívia              | 3 a 5 de junho           |
| 43.º (2013)      | Antigua Guatemala    | Guatemala            | 4 a 6 de junho           |
| 44.º (2014)      | Assunção             | Paraguai             | 3 a 5 de junho           |
| 45.º (2015)      | Washington, D.C.     | Estados Unidos       | 14 a 16 de junho         |
| 46.º (2016)      | São Domingos         | República Dominicana | 13 a 15 de junho         |
| 47.º (2017)      | Cancún               | México               | 19 a 21 de junho         |
| 48.º (2018)      | Washington           | Estados Unidos       | 4 a 5 de junho           |
| 49.º (2019)      | Medelhim             | Colômbia             | 26 a 28 de junho         |